# 菊水杯新潟ジュニアヘビー級王座
菊水杯新潟ジュニアヘビー級王座（きくすいはいにいがたジュニアヘビーきゅうおうざ）は、新潟プロレスが管理、菊水酒造と新潟プロレスが認定している王座。

## 歴史
2024年5月25日、新潟プロレスサン・ビレッジしばた大会で若獅子菊水杯王座を防衛した鈴木敬喜が、同王座規定のデビュー5年以内を迎えるためベルトを返上。今後は同ベルトを新潟ジュニアヘビー級王座としてリニューアルすることが発表された。8月31日、新潟プロレス東区プラザ大会で初代王者決定戦が行われ、大日本プロレスの吉田和正が勝利して初代王者となった。

## 歴代王者
| 歴代  | 王者     | 戴冠回数 | 防衛回数 | 獲得日         | 獲得場所 備考（対戦相手） |
| ----- | -------- | -------- | -------- | -------------- | ------------------------- |
| 初代  | 吉田和正 | 1        | 0        | 2024年08月31日 | 東区プラザ （前田誠）     |
| 第2代 | 岩本煌史 | 1        | 1        | 2024年11月30日 | 万代島多目的広場大かま    |